# Venerque
Venerque è un comune francese di 2 674 abitanti situato nel dipartimento dell'Alta Garonna nella regione dell'Occitania.
I suoi abitanti sono chiamati Venerquois(es).

## Geografia fisica

### Territorio
Comune della zona urbana di Tolosa, è situato a 20 km a sud di Tolosa e 15 km a sud-est di Muret alla confluenza dell'Ariège e dell'Aïse.

### Clima
Venerque ha un clima temperato oceanico con influenze mediterranee e continentali, caratterizzato da estati calde e secche, inverni miti e una primavere caratterizzate da piogge e temporali (infatti i mesi più piovosi sono i mesi di aprile, maggio e giugno).
I venti dominanti sono, in ordine di importanza, il vento di ponente (che porta l'umidità dall'oceano Atlantico), il vento del sud-est (abbastanza caldo e secco) e la Tramontana, molto meno frequente e generalmente fredda e secca.
Le temperature minime si verificano normalmente nel mese di gennaio con una media di 5 °C e le temperature massime in agosto con 23 °C.
| Mese                  | Gen  | Feb  | Mar  | Avp  | Mag  | Giu  | Lug  | Ago  | Set  | Ott  | Nov  | Dec  | Anno  |
| --------------------- | ---- | ---- | ---- | ---- | ---- | ---- | ---- | ---- | ---- | ---- | ---- | ---- | ----- |
| Temperature medie(°C) | 5,4  | 6,8  | 8,7  | 11,3 | 14,8 | 18,4 | 21,3 | 20,8 | 18,5 | 14,4 | 8,9  | 5,9  | 12,9  |
| Precipitazioni (mm)   | 55,1 | 55,2 | 57,5 | 64,4 | 73,1 | 57,8 | 41   | 47,4 | 47,7 | 51,5 | 48,8 | 55,9 | 655,7 |
| Fonte: Météo France   |      |      |      |      |      |      |      |      |      |      |      |      |       |

## Siti e monumenti

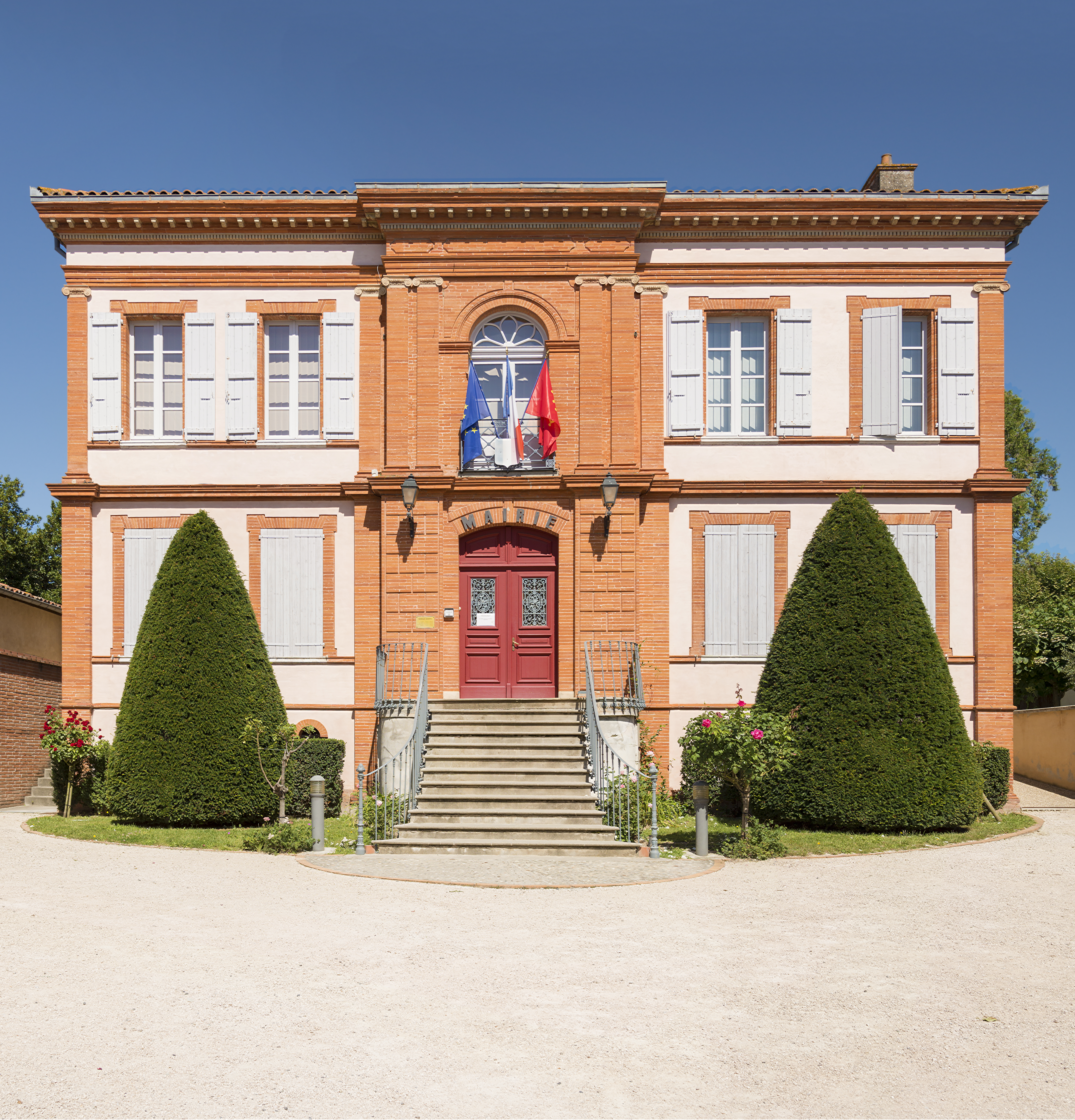
Municipio
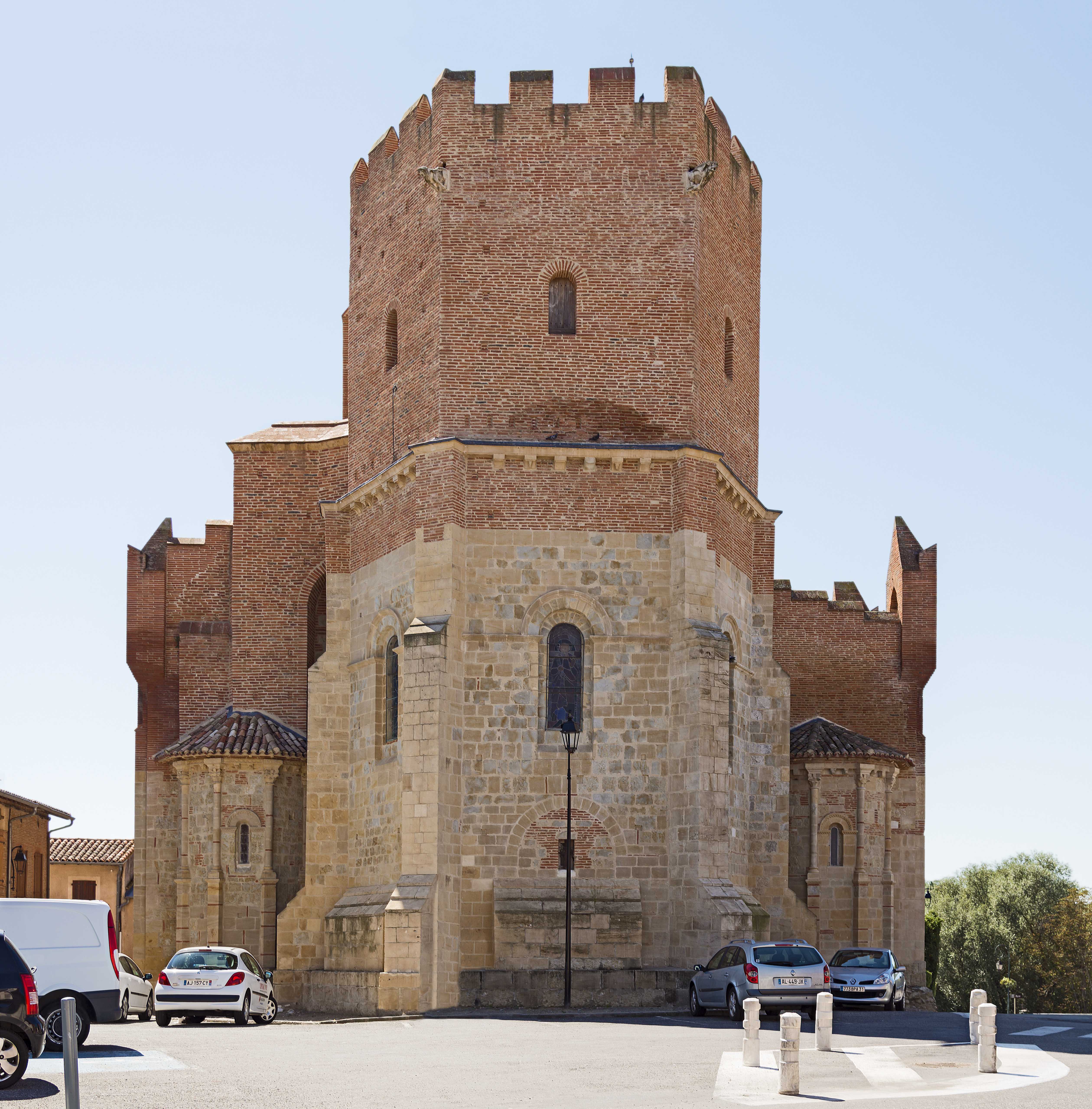
Abside della chiesa
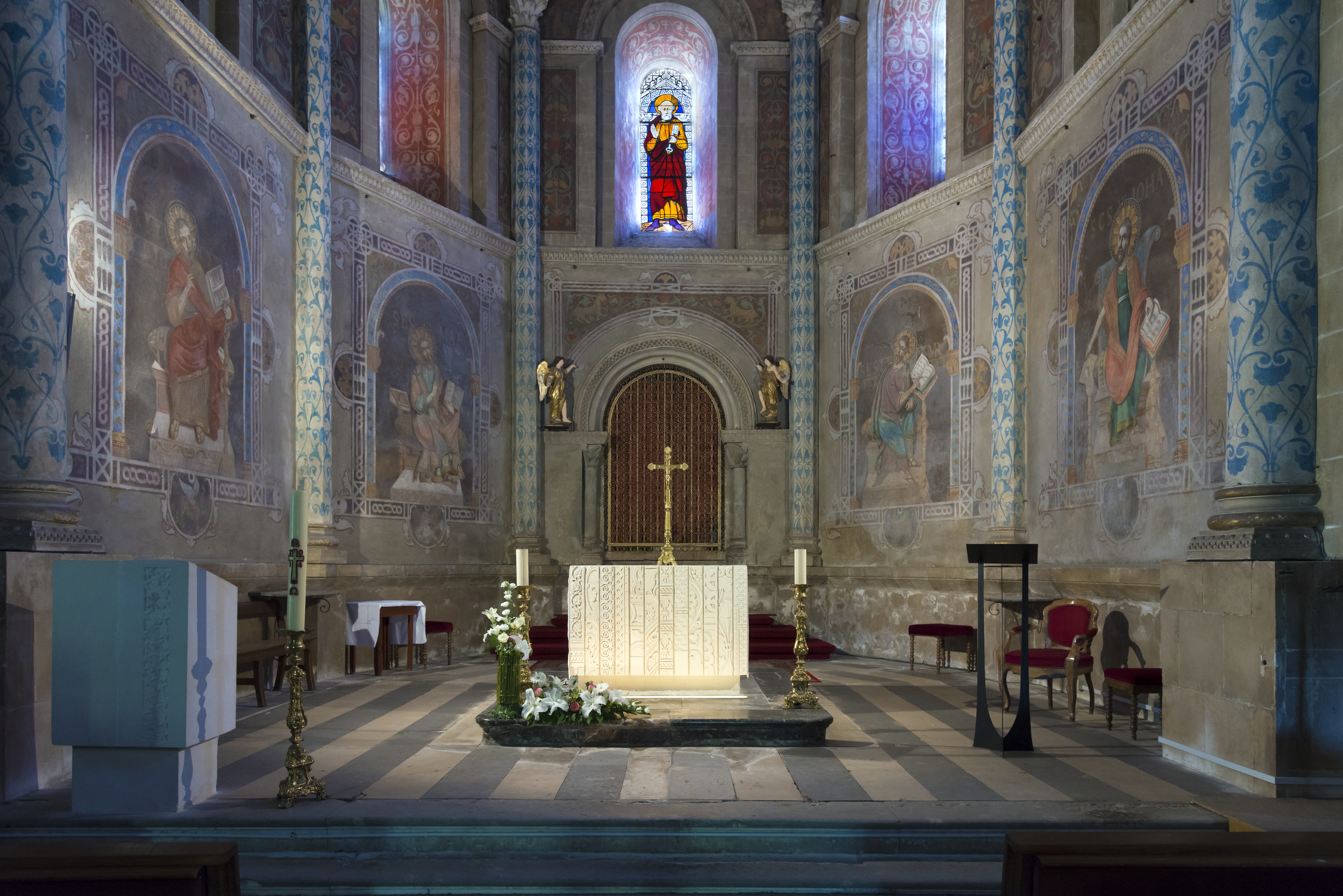
Altare
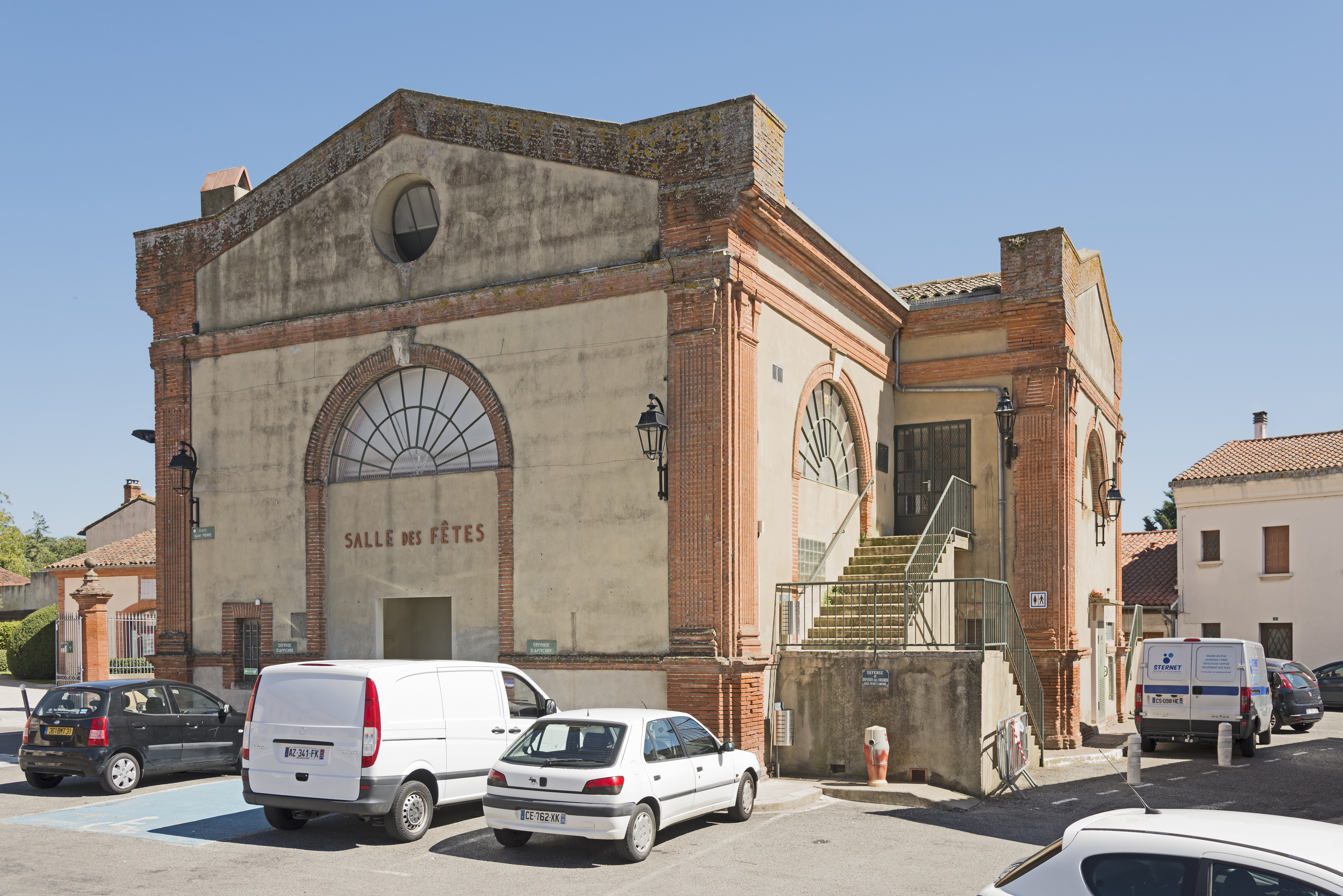
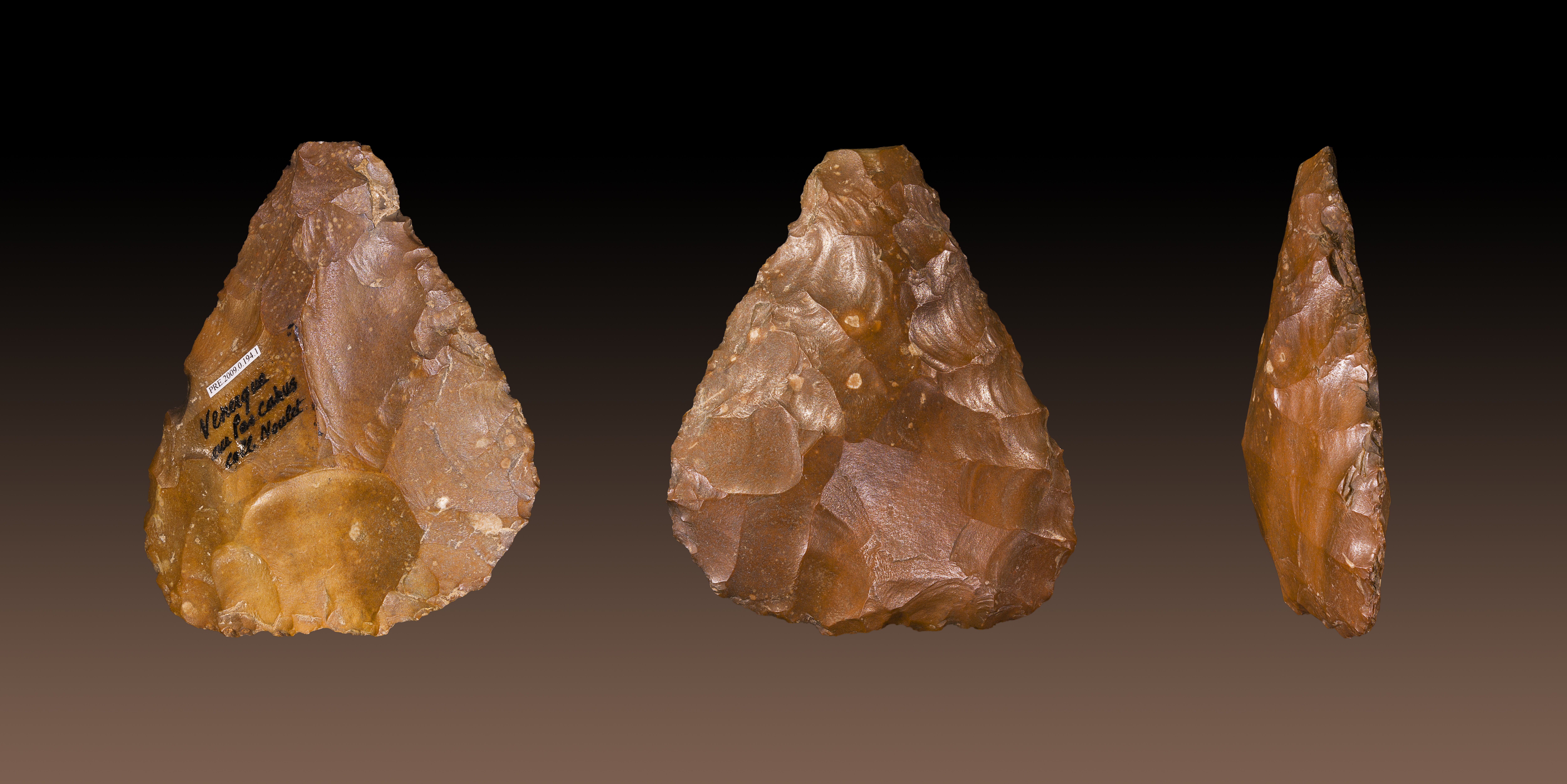
Bifacciale di selce di Venerque

## Infrastrutture e trasporti
Venerque è raggiungibile con la SNCF della linea Portet-Saint-Simon - Puigcerda, la "Réseau Arc-en-ciel de Haute-Garonne" e l'autostrada A66 (uscita 1 Nailloux).

## Società

### Evoluzione demografica
Abitanti censiti

## Amministrazione

### Gemellaggi
- Rivoli Veronese
- Hodoșa